# Novos Mártires e Confessores da Igreja Russa
Os Novos Mártires e Confessores da Igreja Russa (em russo:  Новомученики и исповедники Церкви Русской) são um grupo  de santos ortodoxos que foram martirizados e/ou perseguidos na União Soviética. A canonização dos santos foi feita no Santo Sínodo da Igreja Ortodoxa Russa em 20 de agosto de 2000.
No período da canonização, 1.090 santos pertenciam ao grupo - que incluía bispos, monásticos, padres e leigos. Este número está crescendo à medida que novas canonizações são realizadas.

## Contexto histórico
Após a confirmação de um dos primeiros casos de ataques ao clero ortodoxo pelos bolcheviques (o assassinato do Metropolita Vladimir de Kiev), o Concílio da Igreja Ortodoxa Russa ordenou de maneira especial a oração por aqueles que foram perseguidos, chamando-os de mártires e confessores. O Concílio ordenou que os fiéis rezassem durante a ectenia "pelos que estão perseguidos pela fé ortodoxa e pela Igreja, bem como celebrar orações solenes pelos falecidos vítimas de perseguições e ação de graças por aqueles que sobreviveram às repressões". Além disso, obrigou o clero a divulgar o conhecimento sobre a perseguição aos cristãos ortodoxos. Como dia de oração em memória das vítimas da repressão, ele estabeleceu o aniversário da morte do Metropolita Vladimir no dia 25 de janeiro (ou 7 de fevereiro no calendário juliano revisado) ou, se caísse no sábado, na noite do dia seguinte.
Após o fim Guerra Civil Russa e a consolidação do poder soviético, a oração pública pelas vítimas da repressão antirreligiosa deixou de ser praticada, pois era entendida como uma atividade contrarrevolucionária. As primeiras tentativas de sistematizar o conhecimento sobre as repressões anti-ortodoxas na Rússia e fazer uma lista de suas vítimas foram feitas por imigrantes russos na década de 1940. Em 1949 e em 1957, o padre Mikhail Polski publicou dois volumes do livro "Novos Mártires Russos", onde incluiu materiais coletados pessoalmente: memórias de testemunhas da repressão, artigos da imprensa de emigrantes russos e, se possível, da imprensa soviética sobre a situação do Igreja Ortodoxa durante a guerra civil na Rússia, incluindo publicações sobre julgamentos de alto nível do clero. Nas décadas seguintes, foi publicado um dicionário biográfico dos bispos russos do Metropolita Manuel, que, no entanto, não pôde incluir informações sobre a perseguição de muitos hierarcas. Na década de 1970, muitos autores do samizdat também se interessaram pelas vítimas da repressão contra a Igreja, mas suas obras também continham muitas imprecisões e erros, o que resultou em uma limitada base de fontes sobre a perseguição aos fiéis.
Respondendo às expectativas da emigração russa, em 1981, o Sínodo dos Bispos da Igreja Ortodoxa Russa Fora da Rússia anunciou a canonização dos Novos Mártires Russos, incluindo o Czar Nicolau II. A superficialidade dos preparativos para a canonização e seu caráter político fizeram com que a Igreja também incluísse entre os santos figuras mortas na URSS que sequer eram ortodoxas, como o católico Alexei Trupp, servente de Nicolau II, e a luterana Catharina Schneider. A canonização da família real russa causou uma grande controvérsia na Igreja Ortodoxa.
A mudança na situação da Igreja Ortodoxa na URSS, e depois a sua dissolução possibilitou a realização de pesquisas sobre a perseguição religiosa. Vários estudos sobre as vítimas da repressão foram publicados. Em 1989, a Igreja Ortodoxa Russa criou uma comissão de canonização no Santo Sínodo, chefiada pelo Metropolita Juvenaly. No mesmo ano, foi realizada a primeira canonização de uma vítima da perseguição religiosa na URSS, Patriarca Tikhon. Nos anos seguintes, a Igreja permitiu inúmeras canonizações para o culto local nas eparquias às quais os santos pertenciam.
A veneração aos Novos Mártires e Confessores Russos foi estabelecida no Concílio dos Bispos em 2000. Nessa época, 813 novos mártires e confessores foram incluídos na lista dos santos, enquanto 112 pessoas já veneradas localmente foram canonizadas, permitindo assim a veneração por toda a igreja. No total, o grupo de santos tinha 1.090 membros e supunha-se que esse número aumentaria.  A comemoração do Concílio cai nos dias 25 de janeiro (ou 7 de fevereiro) ou no domingo mais próximo.
Em 13 de março de 2002, o Santo Sínodo desenvolveu um serviço litúrgico em homenagem aos Novos Mártires e Confessores Russos.

## Iconografia
Após a canonização, vários ícones dedicados aos mártires foram feitos, como o ícone modelo da Catedral dos Santos Novos Mártires e Confessores Russos em São Petersburgo, que foi feito por iconógrafos do Instituto Teológico Ortodoxo de São Petersburgo. Outro ícone conhecido é o da igreja de São Tikhon em Moscou, que foi escrito em um estilo que lembra a iconografia russa do século 16.

## Templos

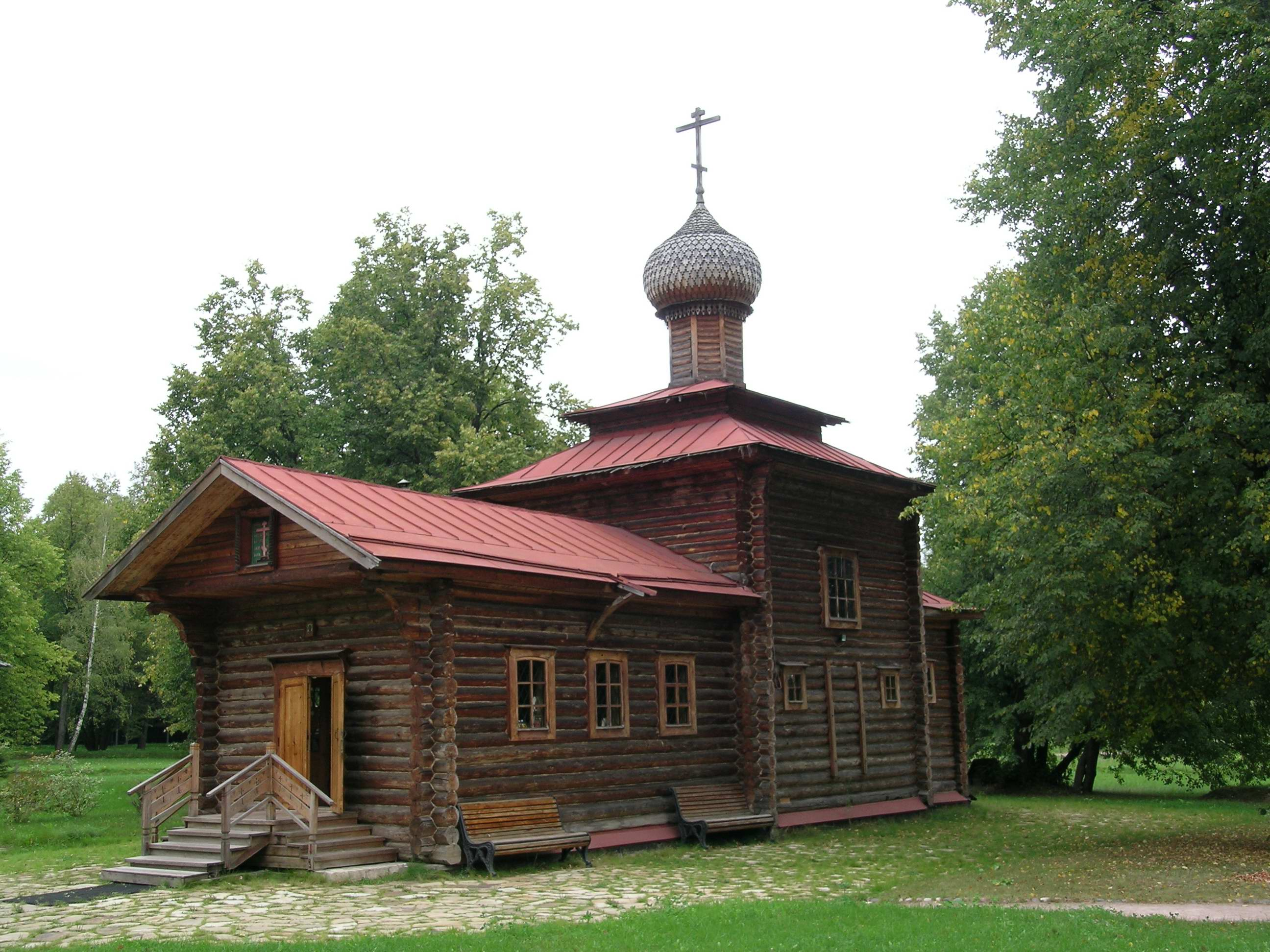
Igreja de madeira em Bytów.

Um local especial de adoração para os novos mártires é a igreja dedicada a eles no campo de treinamento do NKVD em Bytów, Polônia, um local de execuções em massa durante o Grande Terror. A maioria dos clérigos ortodoxos e fiéis perseguidos por sua fé morreram e foram enterrados em valas comuns em Bytów.
Na Rússia, o principal templo dedicado aos mártires é a Igreja do Sangue, em Ecaterimburgo. A igreja foi inaugurada no ano de 2003 (85 anos após a execução da família Romanov). A inauguração do templo, que também conta com um museu, foi presidida por fiéis e clérigos de toda a Rússia. A igreja também foi o local da visita diplomática entre o presidente russo Vladimir Putin e o chanceler alemão Gerhard Schröder.